# Shue Meei-Shya
Shue Meei-Shya, född 6 juni 1949, är en taiwanesisk bågskytt. Hon deltog vid olympiska sommarspelen 1972.